# HMS Donovan
HMS Donovan è il nono album in studio del cantautore scozzese Donovan, pubblicato nel 1971.
Si tratta del secondo album per bambini dell'artista.

## Tracce
Side 1
1. The Walrus and the Carpenter – 8:36
2. Jabberwocky – 2:37
3. The Seller of Stars – 2:52
4. Lost Time – 2:29
5. The Little White Road – 2:05
6. The Star – 1:45

Side 2
1. Coulter's Candy – 1:44
2. The Road – 1:08
3. Things to Wear – 1:06
4. The Owl and the Pussycat – 2:24
5. Homesickness – 2:31
6. Fishes in Love – 1:04
7. Mr. Wind – 2:38
8. Wynken, Blynken, and Nod – 2:38

Side 3
1. Celia of the Seals – 3:02
2. The Pee Song – 2:06
3. The Voyage of the Moon – 5:18
4. The Unicorn – 0:55
5. Lord of the Dance – 2:31
6. Little Ben – 1:44
7. Can Ye Dance – 1:32

Side 4
1. In an Old Fashioned Picture Book – 3:11
2. The Song of the Wandering Aengus – 3:56
3. A Funny Man – 1:51
4. Lord of the Reedy River – 2:38
5. Henry Martin – 5:08
6. Queen Mab – 2:18
7. La Moora – 2:21